# Диоцез Копенгагена

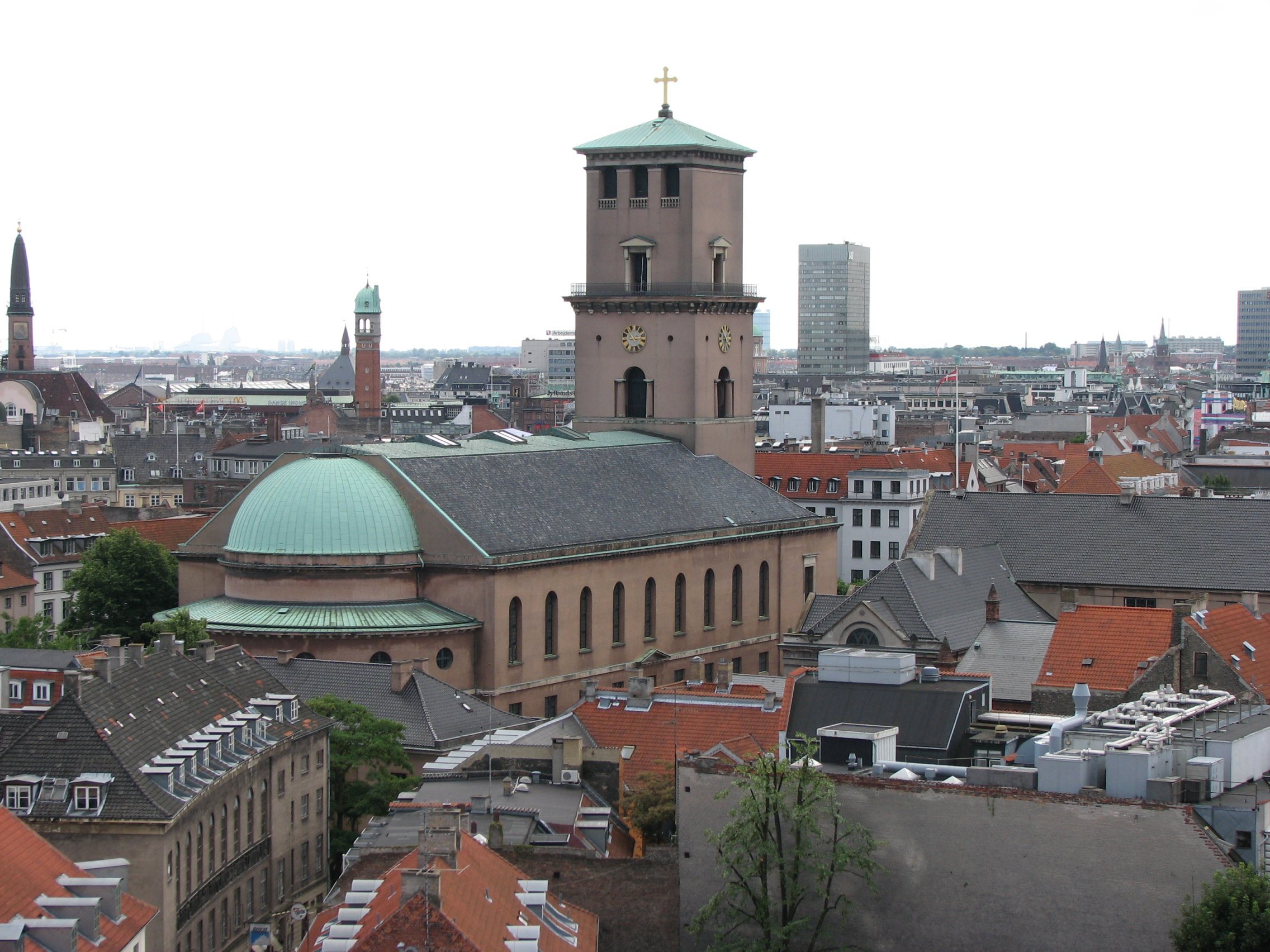
Церковь Богоматери, кафедральный собор диоцеза

Диоцез Копенгагена (дат. Københavns Stift) — один из десяти диоцезов Церкви Дании. Был сформирован в 1922 году, когда диоцез Зеландии был разделён на диоцез Копенгагена и диоцез Роскилле. По данным 2016 года диоцез имеет посещаемость церкви в 58,1%.
Кафедральным собором диоцеза является Церковь Богоматери в Копенгагене. С 2016 года епископом диоцеза является Петер Сков-Якобсен.
Епископ Копенгагенский имеет особый статус primus inter pares среди датских епископов, однако не носит титул архиепископа, потому что он не имеет статуса митрополита. Главой церкви является королева, а административным главой — министр по делам церкви.

## Епископы
До 1922 года епископы Зеландии.
- Педер Палладиус: 1537 — 1560
- Ханс Альбертсен: 1560 — 1569
- Повл Йохан Мадсен: 1569 — 1590
- Педер Йенсен Винструп: 1590 — 1614
- Ханс Поулсен Ресен: 1614 — 1638
- Йеспер Брох Мандевиль: 1638 — 1652
- Ханс Хансен Ресен: 1652 — 1653
- Лоридс Скавениус: 1653 — 1655
- Ханс Сване: 1655 — 1668
- Ханс Вандал: 1668 — 1675
- Хенрик Борнеманн: 1693 — 1710
- Кристиан Виллем Ворм: 1710 — 1737
- Педер Херслеб: 1737 — 1757
- Луи Харбо: 1757 — 1783
- Николай Эдингер Балле: 1783 — 1808
- Фредерик Мюнтер: 1808 — 1830
- Петер Эразм Мюллер: 1830 — 1834
- Якоб Петер Мюнстер: 1834 — 1854
- Ханс Лассен Мартенсен: 1854 — 1884
- Брун Юул Фог: 1884 — 1895
- Томас Такс Рёрдам: 1895 — 1909
- Педер Мадсен: 1909 — 1911
- Харальд Остенфельд: 1911 — 1934
- Ханс Фуглсанг Дамгаард: 1934 — 1960
- Вилли Вестергаард Мадсен: 1960–1975
- Оле Бертельсен: 1975 — 1992
- Эрик Норман Свендсен: 1992 — 2009
- Петер Сков-Якобсен: 2009 — настоящее время